# Vonitsa
Vonitsa' (græsk: Βόνιτσα) er en by i den nordvestlige del af Aetolia-Acarnania i Grækenland og er hovedsæde for kommunen Aktio-Vonitsa.  Indbyggertal 4.916 (2011). Strandbyen ligger på sydkysten af den Ambraciske Golf, og er domineret af en Venetiansks fæstning på en bakke. Vonitsa ligger 13 km sydøst for Preveza, 18 km nordøst for Lefkada og 90 km nordvest for Agrinio. Den Græsk nationalvej 42 (Lefkada - Amfilochia) passerer gennem Vonitsa.

## Bebyggelser
- Aktio, det antikke Actium
- Nea Kamarina

## Historie
Vonitsa er bygget tæt på stedet for det antikke Anactorium, en vigtig by i Acarnania, som blev grundlagt af Korintherne i 630 f.Kr. Ligesom de andre byer i Acarnania gik den i forfald, da romerne grundlagde Nicopolis på den anden side af den Ambraciske Golf efter Søslaget ved Actium, og tvang dens indbyggere til at flytte til denne by. Vonitsa blev grundlagt under byzantinsk styre. Vonitsa blev kontrolleret af Republikken Venedig mellem 1684 og 1797. Efter den græske uafhængighedskrig blev byen en del af Grækenland i 1832.